# Brahim Achabbakhe
Brahim Achabbakhe, född 17 maj 1984 i Beaumont-sur-Oise, är en fransk kampsportare, stuntman och skådespelare.

## Biografi
Brahim Achabbakhe föddes i en familj med fem barn. Hans föräldrar kommer ursprungligen från Marocko, men flyttade till Frankrike innan Achabbakhe föddes. Vid fjorton års ålder började han utöva kampsport och när han var 22 år gammal reste han till Bangkok, Thailand där han gjorde sin första filmroll i en reklamfilm för K-1.

### Nyckelroller
År 2008 spelade han i flera större filmprojekt som The Eagle Path med Jean Claude Van Damme. Samma år hade han en roll i filmen Street Fighter: Legend of Chun-Li tillsammans med Kristin Kreuk och Michael Clarke Duncan. 

## Filmografi

### Skådespelare
- The Eagle Path (2009) spelade Serguey
- Kal Kisne Dekha (2009) spelade bodyguard
- Street Fighter: The Legend of Chun-Li (2009) spelade gangster

### Stuntman
- The Eagle Path (2009)
- Kal Kisne Dekha (2009)
- Street Fighter: The Legend of Chun-Li (2009)
- Nim-eun-meon-go-sae (2008)
- Luck (2009)
- Hanuman klook foon (2008)
- The Sanctuary (2009)

### Fotnoter
1. ↑  ”Video till K-1-reklamfilm”. Youtube. http://www.youtube.com/watch?v=Qt--Rqh172o&hl=fr.